# Tetragnatha
Tetragnatha of 'echte strekspinnen' is een geslacht van spinnen uit de familie strekspinnen (Tetragnathidae). Er zijn honderden soorten die een wereldwijde verspreiding hebben. De meeste soorten komen echter tussen de keerkringen en in de subtropen voor. In Nederland komen verschillende Tetragnatha- soorten voor, waaronder de zeer zeldzame Tetragnatha reimoseri. 
De spinnen kunnen over water lopen. Een van de grootste en meest algemene soorten is de gewone strekspin (Tetragnatha extensa), die in het Holarctische gebied (op het Noordelijk halfrond) voorkomt. De strekspinnen kunnen dicht bij meren, rivierbanken of moerassen worden gevonden.
Tetragnatha- soorten zijn typische vertegenwoordigers van de strekspinnen, alle soorten zijn bruin en hebben een langwerpige lichaamsvorm . In rust verankeren de spinnen zich met de vier achterste poten en camoufleren zich door de voorste 4 poten te strekken zodat ze minder opvallen. De naam tetra - gnatha betekent vierkakig en verwijst naar de extreem grote kaken. 

## Nederlandse soorten
Enkele soorten die in Nederland en België voorkomen zijn:
- Bos-dikkaak (Pachygnatha listeri)
- Dennestrekspin (Tetragnatha pinicola)
- Donkere strekspin (Tetragnatha nigrita)
- Droogtestrekspin (Tetragnatha obtusa)
- Gewone strekspin (Tetragnatha extensa)
- Grote dikkaak (Pachygnatha clercki)
- Kleine dikkaak (Pachygnatha degeeri)
- Rietstrekspin (Tetragnatha striata)
- Schaduwstrekspin (Tetragnatha montana)
- Stekelloze strekspin (Tetragnatha dearmata)

## Alle soorten
- Tetragnatha acuta Gillespie, 1992
- Tetragnatha aenea Cantor, 1842
- Tetragnatha aetherea (Simon, 1894)
- Tetragnatha albida Gillespie, 1994
- Tetragnatha americana Simon, 1905
- Tetragnatha amoena Okuma, 1987
- Tetragnatha anamitica Walckenaer, 1842
- Tetragnatha andamanensis Tikader, 1977
- Tetragnatha andonea Lawrence, 1927
- Tetragnatha angolaensis Okuma & Dippenaar-Schoeman, 1988
- Tetragnatha anguilla Thorell, 1877
- Tetragnatha angulata Hogg, 1914
- Tetragnatha anuenue Gillespie, 2002
- Tetragnatha argentinensis Mello-Leitão, 1931
- Tetragnatha argyroides Mello-Leitão, 1945
- Tetragnatha armata Karsch, 1891
- Tetragnatha atriceps Banks, 1898
- Tetragnatha atristernis Strand, 1913
- Tetragnatha australis (Mello-Leitão, 1945)
- Tetragnatha baculiferens Hingston, 1927
- Tetragnatha beccarii Caporiacco, 1947
- Tetragnatha bemalcuei Mello-Leitão, 1939
- Tetragnatha bengalensis Walckenaer, 1842
- Tetragnatha bicolor White, 1841
- Tetragnatha bidentata Roewer, 1951
- Tetragnatha biseriata Thorell, 1881
- Tetragnatha bishopi Caporiacco, 1947
- Tetragnatha bituberculata L. Koch, 1867
- Tetragnatha boeleni Chrysanthus, 1975
- Tetragnatha bogotensis Keyserling, 1865
- Tetragnatha boninensis Okuma, 1981
- Tetragnatha boydi O. P.-Cambridge, 1898
  - Tetragnatha boydi praedator Tullgren, 1910
- Tetragnatha brachychelis Caporiacco, 1947
- Tetragnatha branda Levi, 1981
- Tetragnatha brevignatha Gillespie, 1992
- Tetragnatha bryantae Roewer, 1951
- Tetragnatha caffra (Strand, 1909)
- Tetragnatha cambridgei Roewer, 1942
- Tetragnatha caporiaccoi Platnick, 1993
- Tetragnatha caudata Emerton, 1884
- Tetragnatha caudicula (Karsch, 1879)
- Tetragnatha caudifera (Keyserling, 1887)
- Tetragnatha cavaleriei Schenkel, 1963
- Tetragnatha cephalothoracis Strand, 1906
- Tetragnatha ceylonica O. P.-Cambridge, 1869
- Tetragnatha chamberlini (Gajbe, 2004)
- Tetragnatha chauliodus (Thorell, 1890)
- Tetragnatha cheni Zhu, Song & Zhang, 2003
- Tetragnatha chinensis (Chamberlin, 1924)
- Tetragnatha chrysochlora (Audouin, 1826)
- Tetragnatha cladognatha Bertkau, 1880
- Tetragnatha clavigera Simon, 1887
- Tetragnatha cochinensis Gravely, 1921
- Tetragnatha coelestis Pocock, 1901
- Tetragnatha cognata O. P.-Cambridge, 1889
- Tetragnatha confraterna Banks, 1909
- Tetragnatha conica Grube, 1861
- Tetragnatha crassichelata Chrysanthus, 1975
- Tetragnatha cuneiventris Simon, 1900
- Tetragnatha cylindracea (Keyserling, 1887)
- Tetragnatha cylindrica Walckenaer, 1842
- Tetragnatha cylindriformis Lawrence, 1952
- Tetragnatha dearmata Thorell, 1873
- Tetragnatha decipiens Badcock, 1932
- Tetragnatha delumbis Thorell, 1891
- Tetragnatha demissa L. Koch, 1872
- Tetragnatha dentatidens Simon, 1907
- Tetragnatha desaguni Barrion & Litsinger, 1995
- Tetragnatha determinata Karsch, 1891
- Tetragnatha digitata O. P.-Cambridge, 1899
- Tetragnatha eberhardi Okuma, 1992
- Tetragnatha elongata Walckenaer, 1842
  - Tetragnatha elongata debilis Thorell, 1877
  - Tetragnatha elongata principalis Thorell, 1877
  - Tetragnatha elongata undulata Thorell, 1877
- Tetragnatha elyunquensis Petrunkevitch, 1930
- Tetragnatha esakii Okuma, 1988
- Tetragnatha ethodon Chamberlin & Ivie, 1936
- Tetragnatha eumorpha Okuma, 1987
- Tetragnatha eurychasma Gillespie, 1992
- Tetragnatha exigua Chickering, 1957
- Tetragnatha exilima (Mello-Leitão, 1943)
- Tetragnatha exquista Saito, 1933
- Tetragnatha extensa (Linnaeus, 1758)
  - Tetragnatha extensa brachygnatha Thorell, 1873
  - Tetragnatha extensa contigua Franganillo, 1909
  - Tetragnatha extensa maracandica Charitonov, 1951
  - Tetragnatha extensa pulchra Kulczynski, 1891
- Tetragnatha fallax Thorell, 1881
- Tetragnatha farri Chickering, 1962
- Tetragnatha filiciphilia Gillespie, 1992
- Tetragnatha filiformata Roewer, 1942
- Tetragnatha filigastra Mello-Leitão, 1943
- Tetragnatha filipes Schenkel, 1936
- Tetragnatha filum Simon, 1907
- Tetragnatha flagellans Hasselt, 1882
- Tetragnatha flava (Audouin, 1826)
- Tetragnatha flavida Urquhart, 1891
- Tetragnatha fletcheri Gravely, 1921
- Tetragnatha foai Simon, 1902
- Tetragnatha foliferens Hingston, 1927
- Tetragnatha foveata Karsch, 1891
- Tetragnatha fragilis Chickering, 1957
- Tetragnatha franganilloi Brignoli, 1983
- Tetragnatha friedericii Strand, 1913
- Tetragnatha fuerteventurensis Wunderlich, 1992
- Tetragnatha gemmata L. Koch, 1872
- Tetragnatha geniculata Karsch, 1891
- Tetragnatha gertschi Chickering, 1957
- Tetragnatha gibbula Roewer, 1942
- Tetragnatha gracilis (Bryant, 1923)
- Tetragnatha gracillima (Thorell, 1890)
- Tetragnatha granti Pocock, 1903
- Tetragnatha gressitti Okuma, 1988
- Tetragnatha gressittorum Okuma, 1987
- Tetragnatha guatemalensis O. P.-Cambridge, 1889
- Tetragnatha gui Zhu, Song & Zhang, 2003
- Tetragnatha hamata Thorell, 1898
- Tetragnatha hasselti Thorell, 1890
  - Tetragnatha hasselti birmanica Sherriffs, 1919
- Tetragnatha hastula Simon, 1907
- Tetragnatha hawaiensis Simon, 1900
- Tetragnatha hirashimai Okuma, 1987
- Tetragnatha hiroshii Okuma, 1988
- Tetragnatha hulli Caporiacco, 1955
- Tetragnatha insularis Okuma, 1987
- Tetragnatha insulata Hogg, 1913
- Tetragnatha insulicola Okuma, 1987
- Tetragnatha iriomotensis Okuma, 1991
- Tetragnatha irridescens Stoliczka, 1869
- Tetragnatha isidis (Simon, 1880)
- Tetragnatha iwahigensis Barrion & Litsinger, 1995
- Tetragnatha jaculator Tullgren, 1910
- Tetragnatha javana (Thorell, 1890)
- Tetragnatha jejuna (Thorell, 1897)
- Tetragnatha josephi Okuma, 1988
- Tetragnatha jubensis Pavesi, 1895
- Tetragnatha kamakou Gillespie, 1992
- Tetragnatha kapua Gillespie, 2003
- Tetragnatha kauaiensis Simon, 1900
- Tetragnatha kea Gillespie, 1994
- Tetragnatha keyserlingi Simon, 1890
- Tetragnatha khanjahani Biswas & Raychaudhuri, 1996
- Tetragnatha kikokiko Gillespie, 2002
- Tetragnatha kiwuana Strand, 1913
- Tetragnatha klossi Hogg, 1919
- Tetragnatha kochi Thorell, 1895
- Tetragnatha kolosvaryi Caporiacco, 1949
- Tetragnatha kukuhaa Gillespie, 2002
- Tetragnatha kukuiki Gillespie, 2002
- Tetragnatha labialis Nicolet, 1849
- Tetragnatha laboriosa Hentz, 1850
- Tetragnatha lactescens (Mello-Leitão, 1947)
- Tetragnatha laminalis Strand, 1907
- Tetragnatha lamperti Strand, 1906
- Tetragnatha lancinans Kulczynski, 1911
- Tetragnatha laqueata L. Koch, 1872
- Tetragnatha latro Tullgren, 1910
- Tetragnatha lauta Yaginuma, 1959
- Tetragnatha lea Bösenberg & Strand, 1906
- Tetragnatha lena Gillespie, 2003
- Tetragnatha lepida Rainbow, 1916
- Tetragnatha levii Okuma, 1992
- Tetragnatha lewisi Chickering, 1962
- Tetragnatha limu Gillespie, 2003
- Tetragnatha linearis Nicolet, 1849
- Tetragnatha lineatula Roewer, 1942
- Tetragnatha linyphioides Karsch, 1878
- Tetragnatha llavaca Barrion & Litsinger, 1995
- Tetragnatha longidens Mello-Leitão, 1945
- Tetragnatha luculenta Simon, 1907
- Tetragnatha luteocincta Simon, 1908
- Tetragnatha mabelae Chickering, 1957
- Tetragnatha macilenta L. Koch, 1872
- Tetragnatha macracantha Gillespie, 1992
- Tetragnatha macrops Simon, 1907
- Tetragnatha maeandrata Simon, 1908
- Tetragnatha major Holmberg, 1876
- Tetragnatha maka Gillespie, 1994
- Tetragnatha makiharai Okuma, 1977
- Tetragnatha mandibulata Walckenaer, 1842
- Tetragnatha maralba Roberts, 1983
- Tetragnatha margaritata L. Koch, 1872
- Tetragnatha marginata (Thorell, 1890)
- Tetragnatha marquesiana Berland, 1935
- Tetragnatha mawambina Strand, 1913
- Tetragnatha maxillosa Thorell, 1895
- Tetragnatha mengsongica Zhu, Song & Zhang, 2003
- Tetragnatha mertoni Strand, 1911
- Tetragnatha mexicana Keyserling, 1865
- Tetragnatha micrura Kulczynski, 1911
- Tetragnatha minitabunda O. P.-Cambridge, 1872
- Tetragnatha modica Kulczynski, 1911
- Tetragnatha mohihi Gillespie, 1992
- Tetragnatha montana Simon, 1874
  - Tetragnatha montana timorensis Schenkel, 1944
- Tetragnatha monticola Okuma, 1987
- Tetragnatha moua Gillespie, 2003
- Tetragnatha moulmeinensis Gravely, 1921
- Tetragnatha multipunctata Urquhart, 1891
- Tetragnatha nana Okuma, 1987
- Tetragnatha nandan Zhu, Song & Zhang, 2003
- Tetragnatha necatoria Tullgren, 1910
- Tetragnatha nepaeformis Doleschall, 1859
- Tetragnatha nero Butler, 1876
- Tetragnatha netrix Simon, 1900
- Tetragnatha nigricans Dalmas, 1917
- Tetragnatha nigrigularis Simon, 1898
- Tetragnatha nigrita Lendl, 1886
- Tetragnatha niokolona Roewer, 1961
- Tetragnatha nitens (Audouin, 1826)
- Tetragnatha nitidiuscula Simon, 1907
- Tetragnatha nitidiventris Simon, 1907
- Tetragnatha notophilla Boeris, 1889
- Tetragnatha noumeensis Berland, 1924
- Tetragnatha novia Simon, 1901
- Tetragnatha nubica Denis, 1955
- Tetragnatha obscura Gillespie, 2002
- Tetragnatha obscuriceps Caporiacco, 1940
- Tetragnatha obtusa C. L. Koch, 1837
  - Tetragnatha obtusa corsica Simon, 1929
  - Tetragnatha obtusa intermedia Kulczynski, 1891
  - Tetragnatha obtusa proprior Kulczynski, 1891
- Tetragnatha oculata Denis, 1955
- Tetragnatha okumae Barrion & Litsinger, 1995
- Tetragnatha olindana Karsch, 1880
- Tetragnatha oomua Gillespie, 2003
- Tetragnatha oreobia Okuma, 1987
- Tetragnatha orizaba (Banks, 1898)
- Tetragnatha oubatchensis Berland, 1924
- Tetragnatha palikea Gillespie, 2003
- Tetragnatha pallescens F. O. P.-Cambridge, 1903
- Tetragnatha pallida O. P.-Cambridge, 1889
- Tetragnatha paludicola Gillespie, 1992
- Tetragnatha paludis Caporiacco, 1940
- Tetragnatha panopea L. Koch, 1872
- Tetragnatha papuana Kulczynski, 1911
- Tetragnatha paradisea Pocock, 1901
- Tetragnatha paradoxa Okuma, 1992
- Tetragnatha paraguayensis (Mello-Leitão, 1939)
- Tetragnatha parva Badcock, 1932
- Tetragnatha parvula Thorell, 1891
- Tetragnatha paschae Berland, 1924
- Tetragnatha perkinsi Simon, 1900
- Tetragnatha perreirai Gillespie, 1992
- Tetragnatha peruviana Taczanowski, 1878
- Tetragnatha petrunkevitchi Caporiacco, 1947
- Tetragnatha phaeodactyla Kulczynski, 1911
- Tetragnatha pilosa Gillespie, 1992
- Tetragnatha pinicola L. Koch, 1870
- Tetragnatha piscatoria Simon, 1897
- Tetragnatha planata Karsch, 1891
- Tetragnatha plena Chamberlin, 1924
- Tetragnatha polychromata Gillespie, 1992
- Tetragnatha praedonia L. Koch, 1878
- Tetragnatha priamus Okuma, 1987
- Tetragnatha protensa Walckenaer, 1842
- Tetragnatha puella Thorell, 1895
- Tetragnatha pulchella Thorell, 1877
- Tetragnatha punua Gillespie, 2003
- Tetragnatha qiuae Zhu, Song & Zhang, 2003
- Tetragnatha quadrinotata Urquhart, 1893
- Tetragnatha quasimodo Gillespie, 1992
- Tetragnatha quechua Chamberlin, 1916
- Tetragnatha radiata Chrysanthus, 1975
- Tetragnatha ramboi Mello-Leitão, 1943
- Tetragnatha rava Gillespie, 2003
- Tetragnatha reimoseri (Rosca, 1939)
- Tetragnatha reni Zhu, Song & Zhang, 2003
- Tetragnatha restricta Simon, 1900
- Tetragnatha retinens Chamberlin, 1924
- Tetragnatha rimandoi Barrion, 1998
- Tetragnatha rimitarae Strand, 1911
- Tetragnatha riparia Holmberg, 1876
- Tetragnatha riveti Berland, 1913
- Tetragnatha roeweri Caporiacco, 1949
- Tetragnatha rossi Chrysanthus, 1975
- Tetragnatha rouxi (Berland, 1924)
- Tetragnatha rubriventris Doleschall, 1857
- Tetragnatha scopus Chamberlin, 1916
- Tetragnatha serra Doleschall, 1857
- Tetragnatha shanghaiensis Strand, 1907
- Tetragnatha shinanoensis Okuma & Chikuni, 1978
- Tetragnatha shoshone Levi, 1981
- Tetragnatha sidama Caporiacco, 1940
- Tetragnatha signata Okuma, 1987
- Tetragnatha similis Nicolet, 1849
- Tetragnatha simintina Roewer, 1961
- Tetragnatha sinuosa Chickering, 1957
- Tetragnatha sobrina Simon, 1900
- Tetragnatha sociella Chamberlin, 1924
- Tetragnatha squamata Karsch, 1879
- Tetragnatha stelarobusta Gillespie, 1992
- Tetragnatha stellarum Chrysanthus, 1975
- Tetragnatha sternalis Nicolet, 1849
- Tetragnatha stimulifera Simon, 1907
- Tetragnatha straminea Emerton, 1884
- Tetragnatha strandi Lessert, 1915
  - Tetragnatha strandi melanogaster Schmidt & Krause, 1993
- Tetragnatha streichi Strand, 1907
- Tetragnatha striata L. Koch, 1862
- Tetragnatha subclavigera Strand, 1907
- Tetragnatha subesakii Zhu, Song & Zhang, 2003
- Tetragnatha subextensa Petrunkevitch, 1930
- Tetragnatha subsquamata Okuma, 1985
- Tetragnatha suoan Zhu, Song & Zhang, 2003
- Tetragnatha sutherlandi Gravely, 1921
- Tetragnatha tahuata Gillespie, 2003
- Tetragnatha tanigawai Okuma, 1988
- Tetragnatha tantalus Gillespie, 1992
- Tetragnatha taylori O. P.-Cambridge, 1890
- Tetragnatha tenera Thorell, 1881
- Tetragnatha tenuis O. P.-Cambridge, 1889
- Tetragnatha tenuissima O. P.-Cambridge, 1889
- Tetragnatha tincochacae Chamberlin, 1916
- Tetragnatha tipula (Simon, 1894)
- Tetragnatha tonkina Simon, 1909
- Tetragnatha torrensis Schmidt & Piepho, 1994
- Tetragnatha trichodes Thorell, 1878
  - Tetragnatha trichodes mendax Franganillo, 1909
- Tetragnatha tristani Banks, 1909
- Tetragnatha trituberculata Gillespie, 1992
- Tetragnatha tropica O. P.-Cambridge, 1889
- Tetragnatha tuamoaa Gillespie, 2003
- Tetragnatha tullgreni Lessert, 1915
- Tetragnatha uluhe Gillespie, 2003
- Tetragnatha uncifera Simon, 1900
- Tetragnatha unicornis Tullgren, 1910
- Tetragnatha valida Keyserling, 1887
- Tetragnatha vermiformis Emerton, 1884
- Tetragnatha versicolor Walckenaer, 1842
- Tetragnatha virescens Okuma, 1979
- Tetragnatha viridis Walckenaer, 1842
- Tetragnatha viridorufa Gravely, 1921
- Tetragnatha visenda Chickering, 1957
- Tetragnatha waikamoi Gillespie, 1992
- Tetragnatha yalom Chrysanthus, 1975
- Tetragnatha yesoensis Saito, 1934
- Tetragnatha yongquiang Zhu, Song & Zhang, 2003
- Tetragnatha zangherii (Caporiacco, 1926)
- Tetragnatha zhangfu Zhu, Song & Zhang, 2003
- Tetragnatha zhaoi Zhu, Song & Zhang, 2003
- Tetragnatha zhaoya Zhu, Song & Zhang, 2003